# Idzików

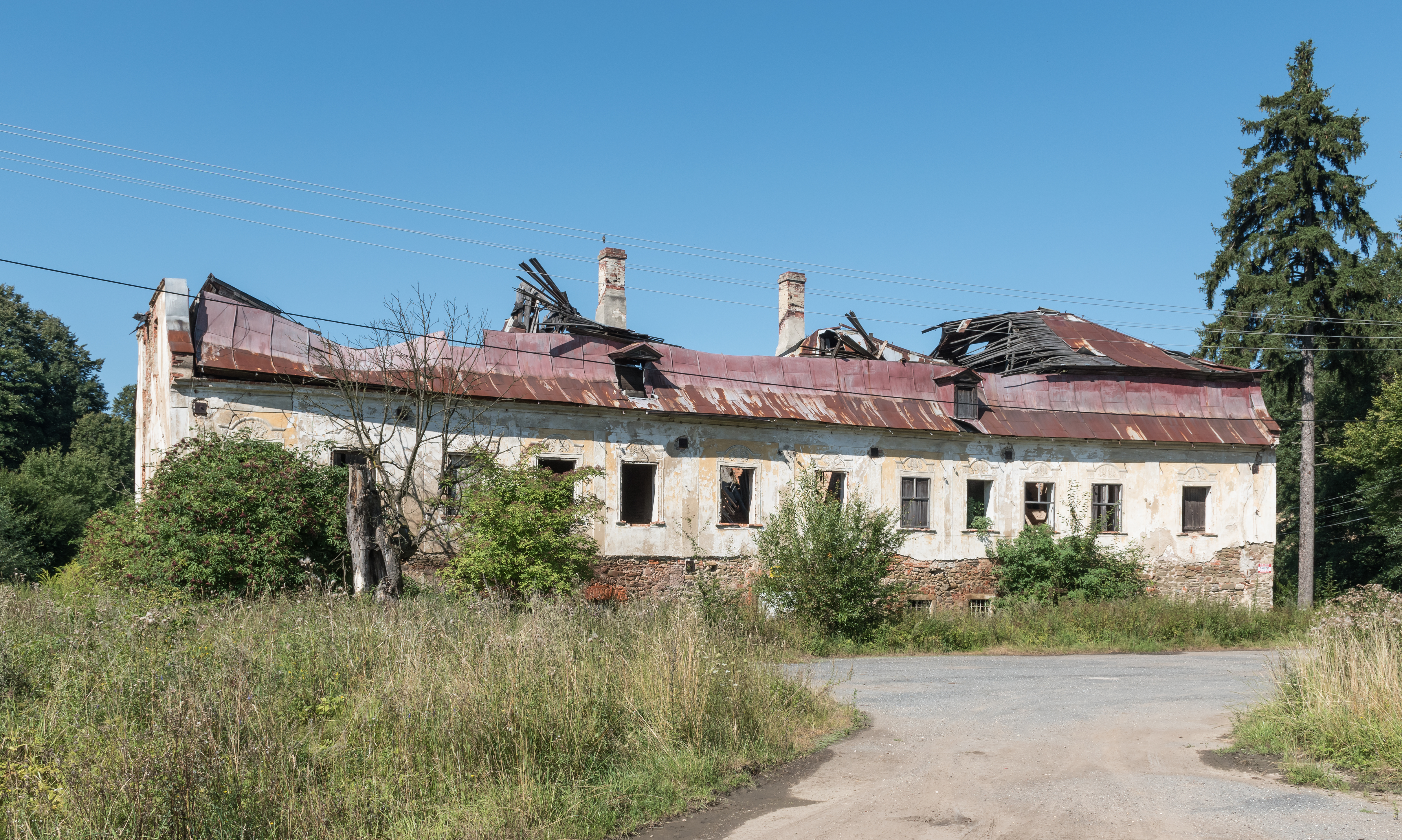
Ruina dworu w Idzikowie

Idzików (niem. Kieslingswalde) – wieś w Polsce położona w województwie dolnośląskim, w powiecie kłodzkim, w gminie Bystrzyca Kłodzka.

## Położenie
Idzików to duża wieś łańcuchowa leżąca wzdłuż dolnego biegu potoku Biała Woda, na granicy Krowiarek i Wysoczyzny Idzikowa, na wysokości około 400–550 m n.p.m.

## Podział administracyjny
W latach 1945–1954 siedziba gminy Idzików. W latach 1954–1972 wieś należała i była siedzibą władz gromady Idzików. W latach 1975–1998 miejscowość administracyjnie należała do województwa wałbrzyskiego.

## Historia
Wieś powstała pod koniec XIII wieku, w wyniku późnośredniowiecznej kolonizacji podgórskich obszarów Kotliny Kłodzkiej przez ludność niemieckojęzyczną. Pierwsza zachowana wzmianka o miejscowości Kieslingswald wraz z parafią pochodzi z roku 1344, kiedy to należała ona do Bernarda von Podetyn. Do roku 1637 Idzików był własnością rodziny von Ullersdorf, do których należały również Ołdrzychowice Kłodzkie, a w 1722 roku przeszedł na własność hrabiego Georga von Wallisa, właściciela Pławnicy. W XIX wieku we wsi była szkoła katolicka, cztery młyny wodne, olejarnia, tartak, tkalnia z foluszem, gorzelnia i kamieniołom wapienia.

W roku 1945 niezniszczona przez działania wojenne wieś została włączona do Polski. Jej dotychczasową ludność wysiedlono do Niemiec. W związku z otwarciem w okolicy ośrodka narciarskiego Czarna Góra Idzików nabrał znaczenia turystycznego.

## Zabytki
Do wojewódzkiego rejestru zabytków nieruchomych wpisane są obiekty:
- Kościół Wniebowzięcia Najświętszej Marii Panny w Idzikowie, parafialny, zbudowany około 1480 r. w stylu gotyckim, a w XVIII w. przebudowany w stylu barokowym[8]. Drewniany, barokowy ołtarz główny pochodzi z 1687 r. a dwa ołtarze boczne i ambona z 1875 r. Do wyposażenia kościoła należy wykonana z piaskowca chrzcielnica z 1588 r.[8],
- dwór renesansowo-barokowy z folwarkiem z XVIII w., znajduje się w górnej części wsi. Zaniedbany po wywłaszczeniu jego właścicieli w roku 1945, obecnie po remoncie dachu,
- ruiny zamku z XIII-XV w. znajdujące się na wschodnim skraju wsi.